# Kasachischer Fußballpokal 2015
Der Kasachische Fußballpokal 2015 war die 24. Austragung des Pokalwettbewerbs im Fußball in Kasachstan. Pokalsieger wurde Titelverteidiger FK Qairat Almaty, der sich im Finale gegen den FK Astana durchsetzte.
Durch den Sieg im Finale qualifizierte sich Aqtöbe für die erste Runde der UEFA Europa League 2016/17.

## Teilnehmende Mannschaften
| Premjer-Liga alle Vereine der Saison 2015 | Erste Liga alle Vereine der Saison 2015 |
| FK Qairat Almaty (TV) FK Aqtöbe FK Astana FK Atyrau Oqschetpes Kökschetau Ertis Pawlodar Schachtjor Qaraghandy Tobyl Qostanai Qaisar Qysylorda Ordabassy Schymkent Schetissu Taldyqorghan FK Taras | FK ZSKA Almaty Kaspij Aqtau Bajterek Astana FK Ekibastus Laschyn Karatau FK Machtaaral Aqschajyq Oral Wostok Öskemen FK Qysyl-Schar SK Baikonur Qysylorda FK Qyran Schymkent Spartak Semei Bolat-AMT Temirtau |

## 1. Runde
An der ersten Runde nehmen 10 Mannschaften aus der Ersten Liga (2. Leistungsklasse) teil. Drei Teams aus der Ersten Liga steigen in der 2. Runde in den Wettbewerb ein. Alle zwölf Mannschaften der Premjer-Liga  werden erst im Achtelfinale in den Wettbewerb eingesteigen.
| Datum                   |                    | Ergebnis |                    |
| ----------------------- | ------------------ | -------- | ------------------ |
| 29.03.2015 um 10:00 Uhr | FK Qyran Schymkent | 1:2      | Kaspij Aqtau       |
| 29.03.2015 um 10:00 Uhr | FK Ekibastus       | 4:0      | Bajterek Astana    |
| 29.03.2015 um 10:00 Uhr | Laschyn Karatau    | 0:2      | Bolat-AMT Temirtau |
| 29.03.2015 um 10:00 Uhr | FK Machtaaral      | 0:1      | Aqschajyq Oral     |
| 29.03.2015 um 11:00 Uhr | Baikonur Qysylorda | 0:1      | FK Qysyl-Schar SK  |

## 2. Runde
An der zweiten Runde nahmen die fünf Sieger-Mannschaften der ersten Runde sowie drei weitere Mannschaften der ersten Liga teil.
| Datum                   |                | Ergebnis              |                    |
| ----------------------- | -------------- | --------------------- | ------------------ |
| 12.04.2015 um 11:00 Uhr | Spartak Semei  | 1:0                   | FK Qysyl-Schar SK  |
| 12.04.2015 um 11:00 Uhr | Wostok Öskemen | 2:2 n. V. (1:4 i. E.) | Aqschajyq Oral     |
| 12.04.2015 um 11:00 Uhr | FK Ekibastus   | 2:0                   | Bolat-AMT Temirtau |
| 12.04.2015 um 12:00 Uhr | Kaspij Aqtau   | 1:1 n. V. (7:8 i. E.) | ZSKA Almaty        |

## Achtelfinale
| Datum                   |                       | Ergebnis              |                        |
| ----------------------- | --------------------- | --------------------- | ---------------------- |
| 28.04.2015 um 13:00 Uhr | Qaisar Qysylorda      | 1:0                   | Spartak Semei          |
| 29.04.2015 um 11:00 Uhr | FK Ekibastus          | 2:3                   | FK Astana              |
| 29.04.2015 um 12:00 Uhr | Schachtjor Qaraghandy | 1:2 n. V.             | Oqschetpes Kökschetau  |
| 29.04.2015 um 13:00 Uhr | Ordabassy Schymkent   | 0:1                   | FK Taras               |
| 29.04.2015 um 13:00 Uhr | Aqschajyq Oral        | 0:5                   | FK Aqtöbe              |
| 29.04.2015 um 14:00 Uhr | Tobyl Qostanai        | 2:1                   | ZSKA Almaty            |
| 29.04.2015 um 14:00 Uhr | FK Atyrau             | 0:1                   | Schetissu Taldyqorghan |
| 29.04.2015 um 15:00 Uhr | FK Qairat Almaty      | 0:0 n. V. (4:1 i. E.) | Ertis Pawlodar         |

## Viertelfinale
| Datum                   |                       | Ergebnis  |                        |
| ----------------------- | --------------------- | --------- | ---------------------- |
| 20.05.2015 um 14:00 Uhr | Tobyl Qostanai        | 2:0       | Schetissu Taldyqorghan |
| 20.05.2015 um 14:00 Uhr | Qaisar Qysylorda      | 1:2 n. V. | FK Astana              |
| 20.05.2015 um 14:00 Uhr | Oqschetpes Kökschetau | 2:3       | FK Aqtöbe              |
| 20.05.2015 um 15:00 Uhr | FK Qairat Almaty      | 4:1       | FK Taras               |

## Halbfinale
| Datum                   |                  | Ergebnis  |                  |
| ----------------------- | ---------------- | --------- | ---------------- |
| 02.06.2015 um 16:00 Uhr | Tobyl Qostanai   | 0:3 (0:1) | FK Qairat Almaty |
| 23.09.2015 um 16:00 Uhr | FK Qairat Almaty | 2:1 (2:0) | Tobyl Qostanai   |
| Gesamt:                 | Tobyl Qostanai   | 1:5       | FK Qairat Almaty |

| Datum                   |           | Ergebnis  |           |
| ----------------------- | --------- | --------- | --------- |
| 02.06.2015 um 15:00 Uhr | FK Aqtöbe | 0:2 (0:2) | FK Astana |
| 23.09.2015 um 14:00 Uhr | FK Astana | 1:1 (0:1) | FK Aqtöbe |
| Gesamt:                 | FK Aqtöbe | 1:3       | FK Astana |

## Finale
| Qairat Almaty                                           | Qairat Almaty | FK Astana | FK Astana |
| ------------------------------------------------------- | --- | --- | --------- |
| Qairat Almaty                                           | \| 21. November 2015 um 10:00 Uhr in Astana (Astana Arena) \| \| Ergebnis: 2:1 (0:1) \| \| Zuschauer: 10.500 \| \| Schiedsrichter: Cüneyt Çakır ( Türkei) \| | \| 21. November 2015 um 10:00 Uhr in Astana (Astana Arena) \| \| Ergebnis: 2:1 (0:1) \| \| Zuschauer: 10.500 \| \| Schiedsrichter: Cüneyt Çakır ( Türkei) \| | FK Astana |
| Qairat Almaty                                           | Wladimir Plotnikow – Žarko Marković, Bruno Soares, Saurbek Plijew, Timur Rudosselski (83. Rifat Nurmugamet) – Anatolij Tymoschtschuk, Michail Bakajew, Islambek Quat (89. Mark Gorman), Bauyrschan Islamchan – Sito Riera, Đorđe Despotović (90.+3' Gerard Gohou) Cheftrainer: Vladimír Weiss | Nenad Erić – Marin Aničić, Absal Beissebekow (76. Foxi Kéthévoama), Jewgeni Postnikow – Tanat Nusserbajew (86. Alexei Schjotkin), Dmitri Schomko, Serikschan Muschikow, Georgi Schukow, Nemanja Maksimović – Bauyrschan Dscholtschijew (76. Junior Kabananga), Patrick Twumasi Cheftrainer: Stanimir Stoilow | FK Astana |
| Qairat Almaty                                           | 1:1 Despotović (48.) 2:1 Despotović (70.) | 0:1 Twumasi (28.) | FK Astana |
| Qairat Almaty                                           | Despotović (44.), Marković (64.) | Schomko (15.) | FK Astana |
| 21. November 2015 um 10:00 Uhr in Astana (Astana Arena) | | |           |
| Ergebnis: 2:1 (0:1)                                     | | |           |
| Zuschauer: 10.500                                       | | |           |
| Schiedsrichter: Cüneyt Çakır ( Türkei)                  | | |           |

## Siegermannschaft
(in Klammern sind die Spiele und Tore angegeben)
| FK Qairat Almaty        | |
| Wappen FK Qairat Almaty | - Tor: Wladimir Plotnikow (4/-), Serhij Tkatschuk (1/-) - Abwehr: Timur Rudosselski (5/-), Bruno Soares (2/-), Mark Gorman (5/1), Žarko Marković (4/-), Jermek Quantajew (2/-), Saurbek Plijew (3/-) - Mittelfeld: Schambyl Kukejew (3/-), Michail Bakajew (5/-), Bauyrschan Islamchan (4/2), Isael (3/1), Bauyrschan Baitana (1/-), Aslan Darabajew (3/-), Witali Li (2/-), Islambek Quat (3/-), Serginho (3/-), Rifat Nurmugamet (2/-), Anatolij Tymoschtschuk (1/-), Ulan Konysbajew (1/-) - Angriff: Gerard Gohou (4/3), Sito Riera (3/1), Stanislaw Lunin (2/-), Đorđe Despotović (2/2) - Trainer: Vladimír Weiss |

* Momodou Ceesay (2/-) verließ den Verein während der Saison.